# East Helena
East Helena é uma cidade localizada no estado americano de Montana, no Condado de Lewis and Clark.

## Demografia
Segundo o censo americano de 2000, a sua população era de 1642 habitantes.
Em 2006, foi estimada uma população de 2068, um aumento de 426 (25.9%).

## Geografia
De acordo com o United States Census Bureau tem uma área de
2,2 km², dos quais 2,2 km² cobertos por terra e 0,0 km² cobertos por água. East Helena localiza-se a aproximadamente 1202 m acima do nível do mar.

## Localidades na vizinhança
O diagrama seguinte representa as localidades num raio de 12 km ao redor de East Helena.